# Уильямс, Фрэнк (моряк)
Фрэнк Уильямс (19 октября 1972, Германия — 24 октября 1900, Пуэрто-Рико) — американский моряк, участник Испано-американской войны.
Награждён высшей военной наградой США — медалью Почёта. На борту U.S.S. Marblehead во время операции 11 мая 1898 года, столкнувшись со шквальным огнём противника, Уильямс проявил выдающиеся храбрость и хладнокровие.
Вероятно, утонул в 1900 году, когда проживал на Пуэрто-Рико. Его тело не было обнаружено.